# Junio Valverde
Junio Valverde (Madrid, 28 de maig de 1990) és un actor espanyol conegut pel seu paper de Román Bravo en la sèrie de televisió Tierra de lobos.

## Filmografia

### Televisió
- Hospital Central, com Nicolás, un episodi: No tocar, peligro de muerte (2000)
- Policías, en el corazón de la calle, un episodi: Todo ha llegado demasiado tarde (2001)
- Paraíso, personaje episódico (2003)
- Un lugar en el mundo, dos episodis: Dos estrellas i Temporada alta (2003)
- Mis adorables vecinos, personaje episódico (2004)
- Hospital Central, com Sergio, tres episodis: Entre la vida y la muerte, Amor de hermanos i Ciento doce (2004)
- Los recuerdos de Alicia, com Elías. TV movie (2005)
- Al filo de la ley, com Juanjo, un episodi: Para los amigos ausentes (2005)
- Génesis, en la mente del asesino, com Ángel Lagasca, un episodi: Pacto de sangre (2006)
- El comisario, com Óscar Pastor, un episodi: Cría cuervos (2006)
- U.C.O., com Jesús (2009)
- Tierra de lobos, com Román Bravo (2010-2014)
- El clavo de oro, com "El Chispas". TV movie (2015)
- Cuéntame cómo pasó, com "El Bala", un episodi: El último minuto de nuestra vida (2015)
- Amar es para siempre, com Guillermo Perona Casas (2015-2016)

### Llargmetratges
- El espinazo del diablo, com Santi. Dir. Guillermo del Toro (2001)
- Vida y color, com Fede. Dir. Santiago Tabernero (2005)
- La semana que viene (sin falta), com Lucas. Dir. Josetxo San Mateo (2005)
- Eskalofrío, com Santi. Dir. Isidro Ortiz (2008)
- Fuera de carta, com Edu. Dir. Nacho G. Velilla (2008)
- Cruzando el límite, com Álex. Dir. Xavi Giménez (2010)
- Violet, com Álex. Dir. Luiso Berdejo (2013)

### Curtmetratges
- ...ya no puede caminar, com Pacheco. Dir. Luiso Berdejo (2001)
- No pasa nada, reparto. Dir. Luiso Berdejo (2001)
- El hijo de John Lennon, com Pablo. Dir. Federico Alba (2002)
- Esconde la mano, com Junio. Dir. Nicolás Méndez (2002)
- El hombre del saco, com Nemo. Dir. Miguel Ángel Vivas (2002)
- El viaje, com Luismi. Dir. Toni Bestard (2003)
- Siete, reparto. Dir. Arturo Ruiz (2004)
- Ratas, com Andrés. Dir. Javier Pulido (2004)
- El hombre que no mató a Liberty Vallance, reparto. Dir. Antonio de Prada (2005)
- Hikikomori, reparto. Dir. Iván Rivas (2006)
- For(r)est in the des(s)ert, com Andy. Dir. Luiso Berdejo (2006)
- El orden de las cosas, com Marquitos -18. Dir. César Esteban Alenda i José Esteban Alenda (2010)
- 17 de 7, com un joven. Dir. Silvestre García (2010)
- Joe Is Dead, com Calvin. Dir. Lucia Luben (2014)
- Vert, reparto. Dir. Ana Corbi y Junio Valverde (2015)

### Teatre
- Sueño azul, tango blue. Dir. Makela Brizuela

## Premis i nominacions
- Nominat Actor Revelació als Premis de la Unión de Actores per Tierra de lobos
- Young Values Short Film Festival, Barcelona. 2010
- Screen International, Febrer 2009 (USA). New Talent - European Stars of Tomorrow
- Horror Film Festival Philadelphia (USA), Bastards of Horror. Octubre 2008, Millor Actor per Eskalofrío
- Millor actor en el Errie Festival dels EUA. 2008
- Premis Goya de l'Acadèmia de Cinema Espanyol, Febrer 2006. Proposta d'actor revelació, llargmetratge Vida i Color.
- VI Festival de Creació Visual- Esment especial pel paper protagonista per Ratas.
- Millor Actor en l'III Certamen de Curts “Segon de Chomón” per El hombre del saco.
- Millor interpretació masculina en la XXXV Mostra Cinematogràfica de l'Atlàntic “Abastos 2003” per El hombre del saco.
- Millor interpretació infantil en l'II Festival de Curtmetratges per El viaje